# Temple protestant (Uzès)

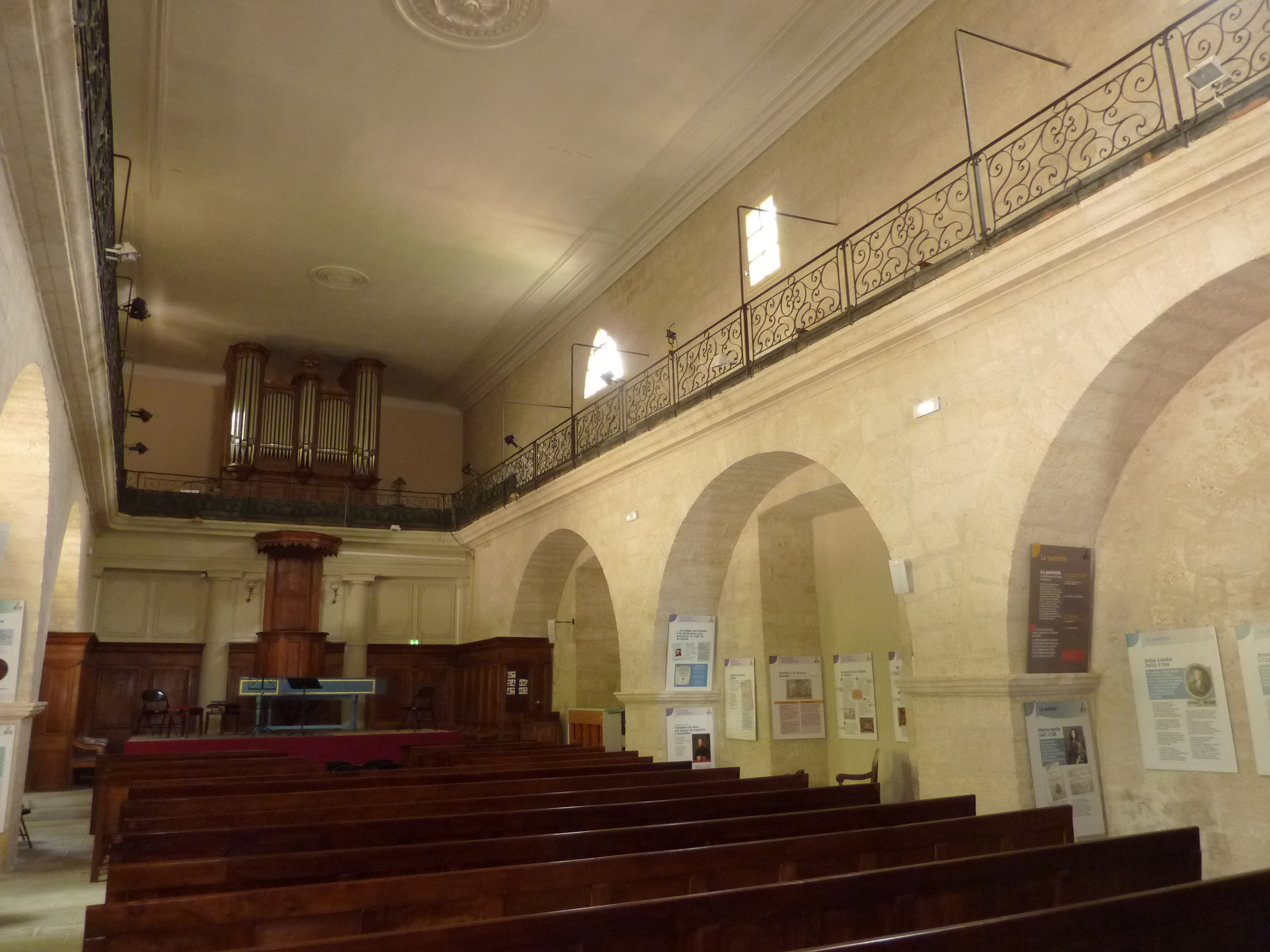
Temple protestant, Blick durch das Kirchenschiff zu Kanzel und Orgel

Der Temple protestant (deutsch: Evangelische Kirche) ist ein Kirchengebäude der Vereinigten Protestantischen Kirche Frankreichs in  Uzès im  Département Gard (Region Okzitanien). Die Kirche befindet sich in einem erhaltenen Teil des früheren Franziskanerklosters von Uzès.

## Geschichte
Das Franziskanerkloster wurde durch den Dekan von Uzes im Jahr 1271 westlich der Stadtmauer gegründet. 1361 wurde das Kloster geplündert und danach wieder aufgebaut. Im 16. Jahrhundert wurde die Klosterkirche im Rahmen der Erweiterung der Stadtbefestigung abgerissen und durch die Franziskaner in den 1660er Jahren durch einen Neubau ersetzt. Zum Zeitpunkt der Französischen Revolution lebten nur noch drei Brüder im Kloster. 
Einziger heute erhaltener Teil ist das frühere Refektorium, das auf das 13. Jahrhundert zurückgeht und im 17. Jahrhundert umgebaut wurde. Südlich des Refektoriums schloss sich im Bereich des Vorhofes des heutigen Temple protestant der Kreuzgang an, an den wiederum im Süden im  Bereich der Straße Avenue de la Libération und des Parkplatzes die Klosterkirche grenzte. Das Refektorium, ein langgestreckter, rechteckiger Saal mit einer umlaufenden Galerie wurde nach der Aufhebung des Konvents an die Reformierten überwiesen und im Jahr 1791 durch den Architekten Valentin Bernardi für die Erfordernisse einer evangelischen Predigtkirche umgebaut.